# Yaksha: operaciones despiadadas
Yaksha: operaciones despiadadas (en hangul, 야차; RR: Yacha;  título en inglés:Yaksha: Ruthless Operations) es una película surcoreana de acción y suspenso, dirigida por Na Hyeon y protagonizada por Sol Kyung-gu, Park Hae-soo, Hiroyuki Ikeuchi, Yang Dong-geun y Lee El. Se estrenó en la plataforma Netflix el 8 de abril de 2022.

## Sinopsis
Yaksha es una película de acción y espionaje que comienza cuando un fiscal se traslada a Shenyang, en China, para hacer una inspección especial allí sobre las operaciones encubiertas efectuadas por el Black Team, un equipo del Servicio Nacional de Inteligencia dirigido por un hombre apodadoYaksha en dicha ciudad, que es el mayor campo de batalla para espías. En esas operaciones están implicados también agentes de varias agencias de inteligencia.

## Reparto
- Sol Kyung-gu como Kang-in, jefe de la oficina en Shenyang del Servicio Nacional de Inteligencia surcoreano y líder del Black Team, dedicado a operaciones en el extranjero. Su apodo, Yaksha, significa 'devorador de hombres', y señala que es alguien que quiere alcanzar su objetivo sin que importe con qué medios o qué métodos.[4]
- Park Hae-soo como Han Ji-hoon, miembro de la Fiscalía del Distrito Central de Seúl que es enviado a Shenyang para vigilar las operaciones del Black Team.[1][4]
- Yang Dong-geun como Jefe Hong.[5]
- Lee El como Hee-won, una veterana agente sénior del Black Team.[6]
- Song Jae-rim como Jae-gyu.[5]
- Jinyoung como Jeong-dae, el miembro más joven del Black Team.[5]
- Lee Soo-kyung como Mun Ju-yeon, hija de Moon Byung-uk, quien tiene información que todas las partes están buscando.[7]
- Jin Kyung como Yeom Jeong-won, directora de la 4.ª Oficina a cargo de las actividades de inteligencia en el extranjero del NIS.[7]
- Jin Seo-yeon como Ryeon-hee, una agente de inteligencia de la Agencia de Seguridad de Corea del Norte que dirige un restaurante norcoreano en Shenyang. Intercambia información con el Black Team.[7]
- Hiroyuki Ikeuchi como un espía japonés que se enfrenta a Kang-in y Han Ji-hoon.[8]
- Ahn Jeong-ho.
- Ha Jung-min como un fiscal que trabaja en el mismo equipo que Han Ji-hoon en el caso del Grupo Sangin.
- Yang Mal-bok como la madre de Ji-hoon y propietaria de un restaurante cerca del ayuntamiento de Suwon
- Ji Yi-soo como la hermana de Ji-hoon y propietaria de un restaurante cerca del ayuntamiento de Suwon.
- Lee Ji-hoon como el fiscal que envió a Han Ji-hoon a Shenyang.[9]
- Shin Mun-sung.

## Producción
El 5 de diciembre de 2019 se confirmó la presencia en el reparto de Sol Kyung-gu y Park Hae-soo. La lectura del guion se realizó el 17 del mismo mes. Por último, el resto del reparto se confirmó el 31 de diciembre de ese mismo año, día en que comenzó además el rodaje de la película.
En agosto de 2021 Netflix anunció el lanzamiento de la película en su plataforma de contenidos audiovisuales. En principio estaba prevista su distribución por Showbox y su exhibición en sala, pero la fecha del estreno se pospuso a causa de la pandemia de Covid-19, y finalmente el 12 de agosto de 2021 Showbox firmó un acuerdo de licencia de derechos de transmisión con Netflix.